# Johann Andreas Rothe
Johann Andreas Rothe; auch Johannes Andreas Rothe oder Johann Andreas Roth (* 12. Mai 1688 in Lissa bei Görlitz, Oberlausitz, Freistaat Sachsen, heute Sachsen; † 6. Juli 1758 in Thommendorf, heute polnisch Tomisław, bei Bunzlau, Schlesien, heute Polen) war ein deutscher lutherischer Theologe, Lehrer, evangelischer Pfarrer, Schriftsteller und Kirchenlieddichter. Von 1722 bis 1737 arbeitete er eng mit Nikolaus Ludwig von Zinzendorf und der Herrnhuter Brüdergemeine zusammen.

## Leben

### Jugend und Ausbildung
Johann Andreas Rothe wurde als Sohn des Pfarrers Aegidius Rothe und seiner Frau Katharina, geborene Pfeffer, geboren. Er besuchte das Gymnasium in Görlitz unter dessen Rektor Samuel Grosser, danach das Breslauer Maria-Magdalenen-Gymnasium. 1708 begann er sein Theologiestudium in Leipzig und schloss sich dort dem Professor Johannes Olearius an.
1711 trat er in das Predigerkolloquium der Görlitzer Dreifaltigkeitskirche ein. Dieses war für die Abhaltung der Nachmittagsgottesdienste zuständig. 1712 wurde Rothe als Prediger zugelassen. Seine Predigten hatten großen Zulauf, dennoch erhielt er zu dieser Zeit kein Pfarramt, wohl auch, weil er sich selbst noch nicht reif dafür fühlte.

### Aushilfsprediger und Hauslehrer
Stattdessen arbeitete er ab 1718 als Aushilfsprediger und als Hauslehrer in Diensten des Landältesten des Fürstentums Görlitz, Hans Christoph von Schweinitz (1645–1722), auf dem Gut Niederleuba bei Ostritz. Schweinitz neigte dem Pietismus zu. Rothe trat in dieser Phase seines Lebens bereits als Schriftsteller hervor und hielt zahlreiche Gastpredigten in der Nachbarschaft.

### Zusammenarbeit mit der Brüdergemeine
Mitte September 1721 lernte er auf Veranlassung der Herzogin von Wolfenbüttel, die einen Hofkaplan suchte, den jungen Grafen Nikolaus Ludwig von Zinzendorf kennen, der eine seiner Predigten in Großhennersdorf hörte und sehr angetan war. Rothe war mit dem dortigen Pfarrer, Gottlob Adolph, befreundet. Eine geplante Anstellung Rothes in Dresden, die im Zusammenhang mit der Arbeit Zinzendorfs in der sächsischen Hauptstadt geplant war, und für die er in Anwesenheit Zinzendorfs eine Probepredigt in der Sophienkirche hielt, kam nicht zustande.
Stattdessen wurde er zum 17. Mai 1722 zu einer weiteren Probepredigt nach Berthelsdorf bei Herrnhut in Sachsen eingeladen. Zinzendorf war von seiner Predigt tief beeindruckt, überliefert sind seine Worte: „Lutherus, Spener, Francke und Schwedler waren mit allen ihren Gaben in seiner Person beisammen. Er war keinem Bauern zu dunkel und keinem Philosopho zu seichte.“

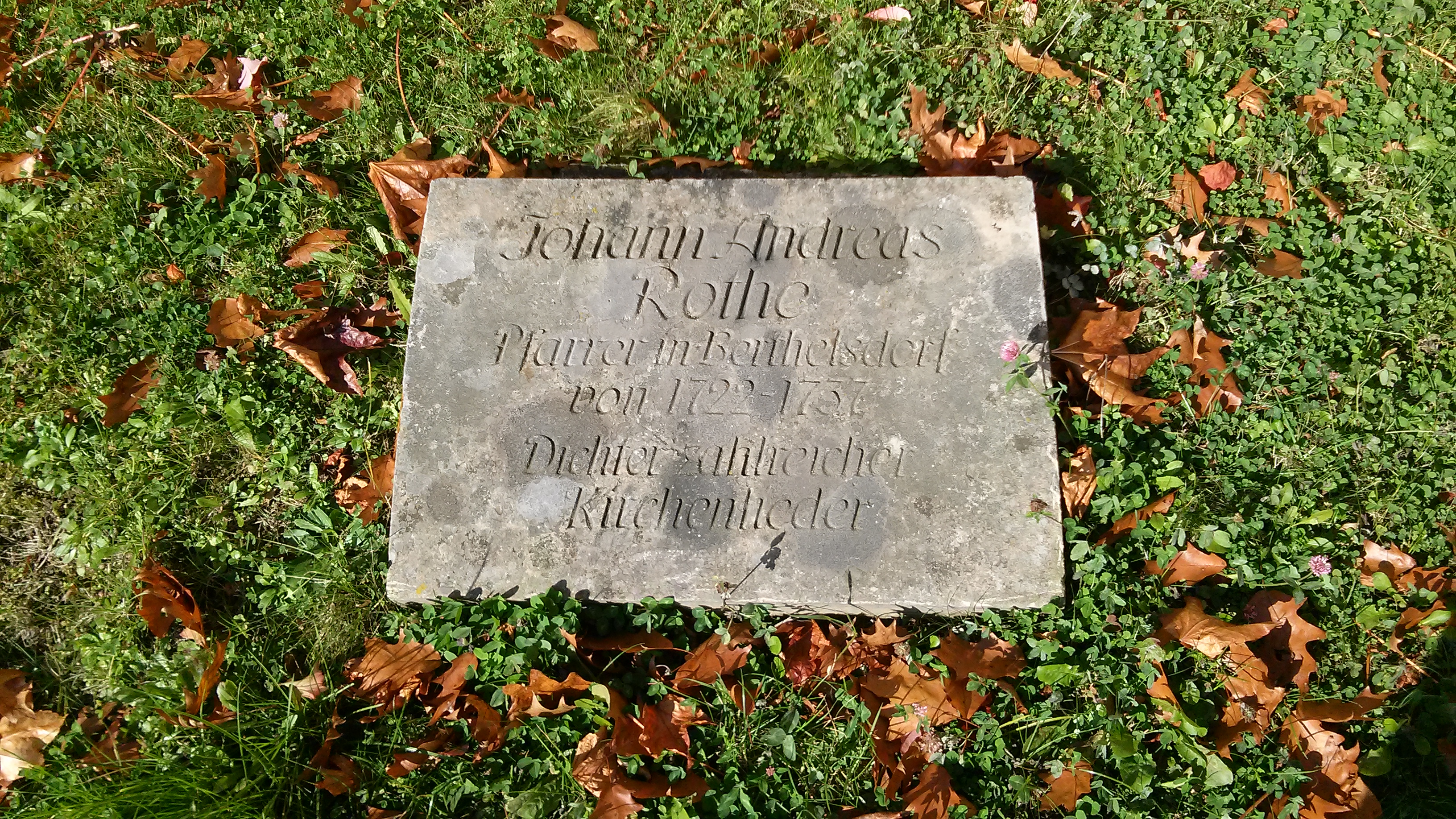
Gedenkplatte für
Johann Andreas Rothe

So berief Zinzendorf Rothe am 19. Mai 1722 auf die vakante Pfarrstelle in Berthelsdorf. Damit wurde er in die junge Bewegung der Herrnhuter Brüdergemeine integriert. Der Graf schätzte auch Rothes Fähigkeiten als Lehrer. Deshalb wurde Rothe am von Zinzendorf vorangetriebenen Aufbau des Waisenhauses beteiligt, das ab dem 17. Juni 1722 für evangelische Auswanderer errichtet wurde.
Außer dass er eng mit dem Grafen zusammenarbeiten konnte, konnte er auch den wichtigen Kontakt zu dem Görlitzer Magister Melchior Schäfer herstellen, der ihn am 30. August 1722 in sein Amt einführte. Dadurch kam, mittelbar, auch der Kontakt zu dem aus Mähren stammenden Christian David zustande. Schon während der Amtseinführung versicherte Zinzendorf Rothe, dass er ihm mehr ein treuer Gehilfe und lieber Bruder als ein Herr sein wolle. Schon bald danach fanden sich die ersten mährischen Emigranten auf Zinzendorfs Gut in der Nähe des Hutberges ein. Rothe übernahm die geistliche Leitung der neuen Filiale der Brüdergemeine in Berthelsdorf.
Zwischen Zinzendorf und Rothe entwickelte sich durch dessen Hingabe an und Befähigung für seine Arbeit eine Freundschaft, die um Schäfer und den Baron Friedrich von Watteville zum „Vierbrüderbund zur Sicherung der Herrschaft Christi, des Gekreuzigten, im Herzen der Menschheit“ erweitert wurde. Dieser Bund traf sich zu sogenannten Konferenzen, in denen Rothe ebenfalls seine Talente unter Beweis stellen konnte. Dieses enge Verhältnis zwischen Zinzendorf und dem Lutheraner Rothe, der nicht zum evangelisch-reformierten Glauben oder dem Glauben der aus den Böhmischen Brüdern hervorgegangenen Brüdergemeine konvertieren wollte, konnte zunächst auch nicht durch die konfessionellen und charakterlichen Unterschiede zwischen Rothe und Zinzendorf, der sich in konfessionellen Fragen toleranter zeigte, zerstört werden, erregte aber den Missfallen des reformierten Schweizer Hofmeister Heitz in Hennersdorf.
Im August 1723 zog Hofmeister Heitz fort, die konfessionellen Spannungen setzten sich aber fort.
1724 konnte Rothe die Eröffnung des Waisenhauses abkündigen, der Ort erhielt dabei den Namen Herrnhut. In Leipzig wurde er förmlich als evangelisch-lutherischer Pastor ordiniert. Hierbei distanzierte er sich auch von den Abweichungen der Lehre der Brüdergemeine gegenüber der orthodoxen evangelisch-lutherischen Lehre, was naturgemäß seine Beziehungen zu der entstehenden Gemeine belastete. Dennoch beteiligte er sich maßgeblich am Katechismus der Gemeine und verfasste mehrere Kirchenlieder für deren Gesangbuch. Außerdem verfasste er eine längere Exegese als Anhang zu Zinzendorfs Ebersdorfer Bibel.
1727 überließ Zinzendorf Rothe die alleinige Seelsorge in Berthelsdorf, dagegen übernahm Zinzendorf die Verantwortung für die Siedler in Herrnhut.

### Differenzen mit der Brüdergemeine
Am 12. Mai 1727 wurde die Gemeinde in Herrnhut offiziell gegründet. Aufgrund der in diesem Jahr beschlossenen Aufgabenteilung war Rothe daran nicht mehr direkt beteiligt, abgesehen von einem Buß- und Versöhnungsakt, der als Teil des Gründungsprozesses im August 1727 mit Zinzendorf und der ganzen Gemeinde vollzogen wurde. An den der Gründung vorhergehenden Beratungen über die Statuten der Gemeinde hatte Rothe ebenfalls teilgenommen. Dabei hatte er in Abwesenheit Zinzendorfs dazu geraten, die Selbstbezeichnung als böhmisch-mährische Brüder durch die Bezeichnung als Lutheraner zu ersetzen. Er argumentierte damit, dass die Gemeinde dadurch Repressionen entgehen könne. Dieser Vorschlag fiel bei einigen Gemeindemitgliedern auf fruchtbaren Boden. Aber eine deutliche Stellungnahme Zinzendorfs im Jahre 1728 machte diesen Umbenennungsbemühungen ein jähes Ende.
Am 28. August 1729 unterzeichnete Rothe das Notariatsinstrument. Dabei war auch der Notar und Oberamtsadvokat Christian Gotthelf Marche zugegen. Das Notariatsinstrument bestätigte die Zugehörigkeit der Brüdergemeine zur evangelisch-lutherischen Konfession, aber auch deren organisatorische Unabhängigkeit. Rothe verpflichtete sich dabei zur treuen Arbeit für die Brüdergemeine, solange diese keine Sezessionsbestrebungen gegenüber der evangelisch-lutherischen Kirche zeigen würde. Dadurch schien eine weitere fruchtbare Zusammenarbeit Rothes und Zinzendorfs zunächst gesichert.
Im Jahre 1737 jedoch verpflichtete sich Rothe der sächsischen Landesregierung gegenüber zur Abfassung geheimer Berichte über Zinzendorfs religiöse Angelegenheiten. Dieser erfuhr davon und betrachtete Rothes Einverständnis als Hochverrat. Zinzendorf stellte Rothe daraufhin in dieser Angelegenheit vor sämtlichen Mitarbeitern öffentlich zur Rede. Rothe nahm dies als persönlichen Angriff auf. Ferner hatte er wegen der eigenmächtigen Unterzeichnung der Herrnhuter Statuten einen Verweis seitens der sächsischen Landesregierung erhalten. Eine Wiederholung eines solchen Verhaltens hätte zu Rothes sofortiger Suspendierung geführt. So strebte Rothe nach einer anderen Stelle.

### Pfarrer in Hermsdorf
Entsprechend folgte er im Herbst 1737 einem Ruf als Pfarrer nach Hermsdorf (heute polnisch Jerzmanki) bei Görlitz, obwohl dies für ihn eine finanzielle Verschlechterung bedeutete. Damit war aber auch der endgültige Bruch mit der Brüdergemeine vollzogen.

### Geistlicher in Thommendorf
1739 kam ein Ruf des Grafen Promnitz zu Sorau nach Thommendorf bei Bunzlau, dem Rothe ebenfalls folgte. Er arbeitete dort zunächst als Adjunktus des dortigen Pfarrers. Der Graf war ein strenger Pietist. 1742 wurde Rothe ordentlicher Pfarrer in Thommendorf.
1744 versuchte Zinzendorf über seine Frau und August Gottlieb Spangenberg, Rothe für die Brüdergemeine zurückzugewinnen. Dazu wurde ihm die Stelle eines Schloßpredigers und Direktors des Theologischen Seminars in Marienborn angeboten. Aus Rothes Sicht war das Verhältnis zur Brüdergemeine aber nachhaltig zerstört, und er lehnte schriftlich ab.
So blieb Rothe in Thommendorf, wo er am 6. Juli 1758 starb.

## Familie
Am 1. Dezember 1722 heiratete Rothe die Tochter des mit ihm verwandten verstorbenen Pastors von Rothenburg, Julia Concordia Rothe. Bekannt ist eine Tochter Christiane Caritas (1728–1730).

## Schriften (Auswahl)
- Er verfasste etwa 18 Erbauungsschriften, die jedoch nicht oder kaum mehr verfügbar sind.[5]

## Kirchenlieder (Auswahl)
Rothe hat etwa 35 Lieder gedichtet, die teilweise in Englische, Polnische und vereinzelt ins Norwegische übersetzt wurden.
- Ich habe nun den Grund gefunden, 1725, 1727 oder zum Geburtstag des Grafen Zinzendorf am 16. Mai 1728 gedichtet.[7]
  - Im Evangelischen Gesangbuch unter der Nummer 354, Melodie aus dem Chorbuch des Johann Balthasar König von 1735, als Kontrafaktur zu Dies ist die Nacht, da mir erschienen.
  - In Feiern & Loben unter der Nummer 341, Satz von Enno Popkes.
  - Das Lied wird unter dem Titel Jag nu den säkra grunden vunnit auch von der Schwedischen Kirche verwendet, basierend auf der Übersetzung von Carl David af Wirsén.
  - Es existieren mehrere englische Übersetzungen:
    - John Wesley: Now I have found the ground wherein.
    - Henry Mills: „I now have found for hope of heaven“ zur Melodie von Mir ist Erbarmung widerfahren von Johann L. F. Hainlin.
    - außerdem: Now I have found the firm foundation.

  - Eine Weiterübersetzung aus Wesleys Version in Kannada mit einer traditionellen indischen Melodie heißt Asareyanu kande
  - Das Lied wurde auch in Inuktitut übersetzt, für die Brüdergemeine in Labrador (Kanada): Okpernima kissarviksane[8]
- Es ist das ewige Erbarmen, hervorgegangen aus Strophe 2 bis 4 von Ich habe nun den Grund gefunden[9]
- Das wahre Christenthum ist wahrlich leichte.
- Ganz außer dem, was Gott gesetzt, zu schweifen.
- Unverwandt auf Christum sehen.
- Wenn kleine Himmelserben, gedichtet im Gedenken an Rothes Tochter Christiane Caritas nach deren Tod am 18. August 1730 im Alter von nur 2 Jahren und 17 Wochen[4], zu singen auf die Melodie von Innsbruck, ich muss dich lassen.
- Komm, Seele, geh’ in Gott zur Ruh.
- Vor wahrer Herzensänderung, Inuktitut-Übersetzung: Illunarsoatik innuit.
- Wie selig ist´s, um Gott sich stets betrüben.
- Wo Gottes Geist die Herzen treu sein lehret[4]
- Er geht den Seelen immer nach.
- Es werden vermehret die feurigen Flammen.
- Heilig, heilig soll uns bleiben.
- Lobsinget dem Heiland aller Welt.
- Mein Herze wallt, so oft's an den gedenket.
- Menschenkind, bekehre dich.
- O Seelen, die ihr Christo lebet.
- Wer darf Dein Herrschen, Gott, verneinen.
- Wer noch die Lüste dieser Welt.
- Wie lange muß Jesus doch bei uns anklopfen.
- Wie selig ist´s nach Jesu Heil und Leben.
- Kommt, Brüder, und erhebt das Lamm, zum Geburtstag Graf Zinzendorfs am 26. Mai 1732 gedichtet.[4]
- Die Seelen, die sich von der Welt, zum Geburtstag Graf Zinzendorfs am 26. Mai 1732 gedichtet.[4]
- Der Reichtum bleibet eine Last.[4]
- Ich kenne dich, so hör ich.[4]
- Meine Tage gehen hin.[4]
- Herr Jesu, mache doch, daß wir.[4]
- Nähert euch immer, Schmerz, Mangel.[4]
- Wenn man es recht erwägt.[4]

## Zitate
„Dem Gebildeten ist beides gleich fremd, das blinde und eigensinnige Festhalten am Alten und die kindisch-fanatische Neuerungssucht. Beides sind Symptome der Ungebildetheit.“

„Eben darin, daß die Strafe wirklich Vergeltung ist, besteht ihre Gerechtigkeit.“

## Gedenktag
5. Juli im Evangelischen Namenkalender.